# Agentschap Jongerenwelzijn
Het Agentschap Jongerenwelzijn was van 2006 tot 2019 een agentschap van de Vlaamse overheid verantwoordelijk voor de organisatie van de jeugdhulpverlening. Het agentschap maakt deel uit van het beleidsdomein Welzijn, Volksgezondheid en Gezin van de Vlaamse overheid en staat onder de bevoegdheid van de Vlaamse minister van Welzijn, Volksgezondheid en Gezin. De huidige minister van Welzijn, Volksgezondheid en Gezin binnen de regering-Bourgeois is Jo Vandeurzen. Het agentschap wordt geleid door een administrateur-generaal (anno 2018 is dit Stefaan Van Mulders). Het ontstond in 2006 uit de samenvoeging van de voormalige afdelingen Bijzondere Jeugdbijstand en Gemeenschapinstellingen als gevolg van de toenmalige hervorming van de Vlaamse overheid onder de naam 'Beter Bestuurlijk Beleid'. Het budget van het agentschap voor 2017 bedroeg 492.082.000 euro, wat neerkwam op 4,3% van het totale budget van het beleidsdomein Welzijn, Volksgezondheid en Gezin.
In juli 2018 besloot de Vlaamse regering op voorstel van minister van Welzijn, Volksgezondheid en Gezin Jo Vandeurzen dat het Agentschap Kind en Gezin gefuseerd zou worden met het Agentschap Jongerenwelzijn om zo een geïntegreerd beleid te kunnen voeren rond kinderen en jongeren. Als werknaam voor het nieuw op te richten agentschap werd eerst 'Jeugd en Gezin' voorgesteld. In 2019 werd uiteindelijk het agentschap Opgroeien opgericht, en Jongerenwelzijn werd omgedoopt tot Jeugdhulp.

## Activiteiten
Het agentschap organiseert de hulp aan jongeren in een moeilijke situatie en aan jongeren die strafbare feiten hebben gepleegd. Zo zorgt het agentschap onder andere voor de erkenning en subsidiëring van private voorzieningen in de jeugdhulpverlening, de organisatie van de pleegzorg en het beheer van de Vlaamse gemeenschapsinstellingen, de begeleiding bij de jeugdrechtbanken, de Ondersteuningscentra Jeugdzorg of OCJ's (de voormalige Comités voor Bijzondere Jeugdzorg of CBJ's) en de intersectorale toegangspoorten, waarlangs men toegang kan krijgen tot ingrijpende jeugdhulp die niet rechtstreeks toegankelijk is. Het agentschap staat ook in voor het beheer van het Fonds Jongerenwelzijn.